# Smart Akraka

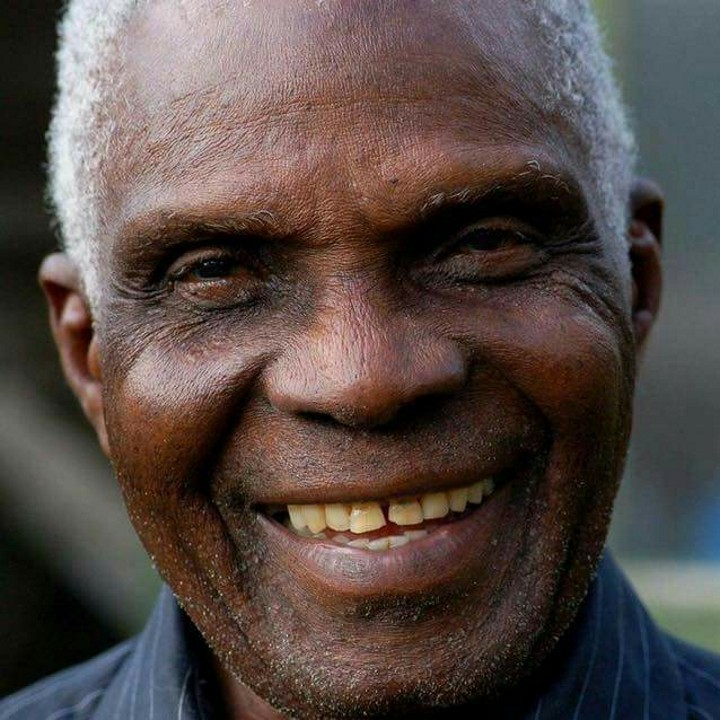

Smart Akraka (* 13. April 1934 in Lagos; † 8. Juni 2016  in Lagos) war ein nigerianischer Sprinter.
1958 gewann er bei den British Empire and Commonwealth Games in Cardiff mit der nigerianischen 4-mal-110-Yards-Stafette Silber. Über 100 Yards und 220 Yards schied er im Viertelfinale aus.
Bei den Olympischen Spielen 1960 in Rom erreichte er in der 4-mal-100-Meter-Staffel das Halbfinale.
Seine persönliche Bestzeit über 100 m von 10,4 s stellte er 1961 auf.
Seine Tochter ist die schwedische Mittelstreckenläuferin Maria Akraka.